# ジャン＝バティスト・ミュイロン
ジャン＝バティスト・ミュイロン（Jean-Baptiste Muiron、1774年 - 1796年11月15日）はナポレオンの将官付副官の1人。
トゥーロン攻略戦において砲兵として砲兵隊隊長として赴任してきたナポレオンと出会い、すぐに親しい友人になった。通常20年かかって大隊長（大佐相当）に任命されるところを、翌年には大佐に昇進する等ナポレオンの厚遇を受ける。ヴァンテミールの反乱の時もナポレオンと行動を共にし、イタリア戦役にも引き続き側近として彼に従い従軍した。
1796年11月15日アルコレの戦いにおいて、ナポレオンがオーストリア軍によって危機に陥った時に、ミュイロンはナポレオンをかばい致命傷を受け死亡した。 ナポレオンは第一執政および皇帝になった後もそのことを忘れずミュイロンの家族を保護した。 
ミュイロンの名前はナポレオンによってフリゲート艦に付けられ、その船はエジプトからの脱出の際に使用された。